# Emanuele Caronti
Emanuele Caronti O.S.B al secolo Giuseppe Caronti, (Subiaco, 21 dicembre 1882 – Noci, 22 luglio 1966) è stato un monaco cristiano italiano.

## Biografia
Fu consacrato monaco benedettino al monastero di san Giuliano di Albaro a Genova nel 1897 e divenne dottore in teologia nel 1907 al Pontificio Ateneo Sant'Anselmo a Roma. Il 23 maggio 1915 venne chiamato alle armi e quale Tenente Cappellano Militare fu aggregato al 48º Battaglione Bersaglieri. Fu prigioniero di guerra dal 10 novembre 1917 al 4 novembre 1918 e fu detenuto in un campo di concentramento. A guerra ultimata gli venne conferita la medaglia d'argento al Valor Militare. Fu quindi abate del monastero di san Giovanni di Parma dal 1919 e poi abate generale della Congregazione benedettina sublacense dal 1937 al 1959.
Negli anni trenta, dopo un periodo di predicazione a Nardò, pensò di avviare una rinascita della vita benedettina in Puglia e si dedicò al progetto della fondazione del monastero di Noci, che, edificato nel 1930, nel 1932 fu consacrato alla Madonna della Scala.
Fu il primo direttore della Rivista liturgica fondata nel 1914, sulla quale scriveva che la liturgia doveva essere una costante «protesta contro l'indole laica ed atea dell'epoca contemporanea» ma divenne noto al grande pubblico soprattutto per aver curato per anni il Messalino della domenica e il Messale quotidiano per i fedeli, pubblicato per la prima volta nel 1929.

## Riconoscimenti
A cinque anni dalla sua morte, Paolo VI, nel 1971, in un discorso pronunciato al Sacro Speco di Subiaco così lo ricordò:
A Noci gli è stata dedicata una via. La città di Subiaco, nel 50º dalla morte, ha dedicato in suo nome un Largo.